# Hendrik Prijs
Hendrik Prijs (Sint-Truiden, 1898 - Alken, 1984) was een Belgisch-Limburgse schrijver. Hij schreef gedichten, theaterstukken, romans en jeugdboeken. Zijn meest succesvolle werk is de historische roman Het zwakke verzet uit 1942, die verschillende herdrukken kende. Een aantal van zijn werken verscheen in feuilletonvorm als voorpublicatie in "De Tram", een weekblad dat in Sint-Truiden verscheen tussen 1893 en 1967.
Een naar hem genoemde literaire prijs, de Hendrik Prijs-prijs voor kortverhalen wordt jaarlijks uitgereikt door de stad Sint-Truiden.

## Werken[1]
- De Droom van Jooske. Kindertooneeltje in 2 bedrijven voor jongens-kruistochters - 1926
- Geertje - Mielke. 2 kindertooneeltjes voor meisjes-kruistochters  en jongens-kruistochters -1927
- Een zieltje in donkerte. Symbolisch spel van werkelijkheid voor de kleintjes, in twee bedrijven - 1927
- De Blinde Oogen van Flippeke. Mirakelspel in 3 bedrijven - 1928
- Zij deden als mama. Spel in één bedrijf voor jongens-kruistochters - 1928
- Het Groote Wonder in het land der Witte Zon. Spel van licht en duister, in drie deelen - 1931
- Nistelken. Schets van een jongetje - 1933
- Eenzamen - 1936
- Kraai - 1936
- De Stad op het einde - 1937
- Het Huis met de glycines (met een inleiding van Willem Elsschot). Roman - 1938
- Het Zwakke Verzet - 1942
- Solden - 1943 ?
- Een zieltje in donkerte. Symbolisch spel van werkelijkheid voor de kleintjes in twee bedrijven - 1948
- Geuzenvesper - 1951
- Het hart der Crèvecoeurs. Roman - 1953
- De onvruchtbare vijgeboom. Roman - 1959
- Marieke Bosteels, meid voor alle werk - 1966